# Stipe Kutleša
Stipe Kutleša (Tomislavgrad, 1. siječnja 1955.), hrvatski filozof i fizičar.

## Životopis
Stipe Kutleša rodio se je u Tomislavgradu 1955. godine. Osnovnu je školu pohađao u Stipanićima, Tomislavgradu i u Zagrebu. Školovanje je nastavio u Zagrebu gdje je završio gimnaziju 1974. godine. I dalje je ostao u Zagrebu, u kojem je na Filozofskom fakultetu 1979. godine diplomirao filozofiju i povijest te 1982. godine fiziku na Prirodoslovno-matematičkom fakultetu. U Dubrovniku je 1986. godine magistrirao na poslijediplomskom studiju "Povijest i filozofija znanosti". 1993. je godine doktorirao na zagrebačkom Filozofskom fakultetu na temu "Prirodnofilozofijski pojmovi Ruđera Boškovića" kod mentora Danila Pejovića.
Prva radna mjesta su mu bila po srednjim školama. Od 1984. godine radi u Zavodu za povijest i filozofiju znanosti HAZU. Od 2000. godine je pročelnik Odjela za filozofiju Matice hrvatske. Od 2002. godine bio je ravnatelj Instituta za filozofiju do 2006. godine. 
Predaje na nekoliko fakulteta. Od 1993. predaje na Hrvatskim studijima, od akademske godine 1993./94. predaje na PMF-u u Zagrebu, 1994. godine predaje na Filozofskom fakultetu Družbe Isusove, od 1996. do 1998. godine predavao je na Filozofskom fakultetu u Zagrebu te na poslijediplomskom studiju Povijest i filozofija znanosti u Dubrovniku.
U uredništvima je časopisa: Croatian Journal of Philosophy, Filozofska istraživanja, Synthesis philosophica, biblioteke Filozofska istraživanja te u vijeću časopisa Metodički ogledi. U organizacijskom je odboru Dana Frane Petrića.
Član je Hrvatskog filozofskog društva, Hrvatskog prirodoslovnog društva, Hrvatskog fizikalnog društva, Odjela za filozofiju i odjela za prirodoslovlje i matematiku Matice hrvatske, Udruge za promicanje filozofije.
Surađivao je s LZMK, radio je na projektu Hrvatskog biografskog leksikona, Hrvatske enciklopedije, Hrvatskog leksikona i dr. Urednik je Filozofskog leksikona. Piše kolumne na portalu Hrvatskog kulturnog vijeća. 

## Djela
- Prirodno - filozofijski pojmovi Ruđera Boškovića, Biblioteka Filozofska istraživanja, knj. 67, Hrvatsko filozofsko društvo, Zagreb, 1994.[1]
- Ruđer Josip Bošković, Tehnički muzej, Zagreb, 2011.
- Filozofija Ruđera Boškovića, KruZak, Zagreb, 2012.
- Iz povijesti hrvatske filozofije i znanosti, Matica hrvatska, Zagreb, 2013.

## Vanjske poveznice
- Stipe Kutleša  Arhivirana inačica izvorne stranice od 24. prosinca 2017. (Wayback Machine), Institut za filozofiju
- Stipe Kutleša: Doprinos kršćanstva znanosti
- Razgovor s prof. dr. Stipom Kutlešom  Arhivirana inačica izvorne stranice od 2. siječnja 2015. (Wayback Machine), Braniteljski portal, 1. travnja 2014., razgovarao: Davor Dijanović